# جوردی کالاورا
جوردی کالاورا (انگلیسی: Jordi Calavera؛ زادهٔ ۲ اوت ۱۹۹۵) بازیکن فوتبال اهل اسپانیا است.
از باشگاه‌هایی که در آن بازی کرده‌است می‌توان به باشگاه خیمناستیک تاراگونا، باشگاه فوتبال ژیرونا، و باشگاه فوتبال اسپورتینگ خیخون اشاره کرد.